# Barnardina
Barnardina es un género de foraminífero bentónico de la Subfamilia Glandulininae, de la Familia Glandulinidae, de la Superfamilia Polymorphinoidea, del Suborden Lagenina y del Orden Lagenida. Su especie-tipo es Barnardina thanetana. Su rango cronoestratigráfico abarca el Thanetiense (Paleoceno superior).

## Discusión
Barnardina ha sido considerado homónimo posterior de Barnardina Kalantari, 1970, y sustituido por Laevicalvatella. Clasificaciones previas incluían Barnardina en la Superfamilia Nodosarioidea.

## Clasificación
Barnardina incluye a la siguiente especie:
- Barnardina thanetana †